# 拜都
拜都（转写：Baydu，13世纪—1295年10月4日），蒙古人，海合都之堂兄弟，旭烈兀第五子塔剌海的儿子，伊兒汗國的第六任君主。
1295年3月24日，海合都汗被亲穆斯林的蒙古贵族推翻并处决之后，拜都被强逼登上了汗位。对于政变集团来说，拜都是一个无足轻重的、容易控制的统治者。虽然拜都被要求表现出亲穆斯林的姿态，但事实上他本人非常热衷于基督教。他曾允许基督徒在他的斡耳朵内设立礼拜堂并曾经随身佩戴十字架。他在位时间很短，但是却曾任命多位基督徒為官員。
在一次与合赞的会面中，拜都的随从们建议他除掉这位王子，但是拜都拒绝这样做。不久之后，在与由合赞领导的反对势力的内战中，拜都因为实力相差悬殊而战败。他试图经阿塞拜疆逃往伊兒汗國的屬國格鲁吉亚王國，但仍被俘获，最终于1295年10月4日被合赞处死。